# Air France-vlucht F-BAZN

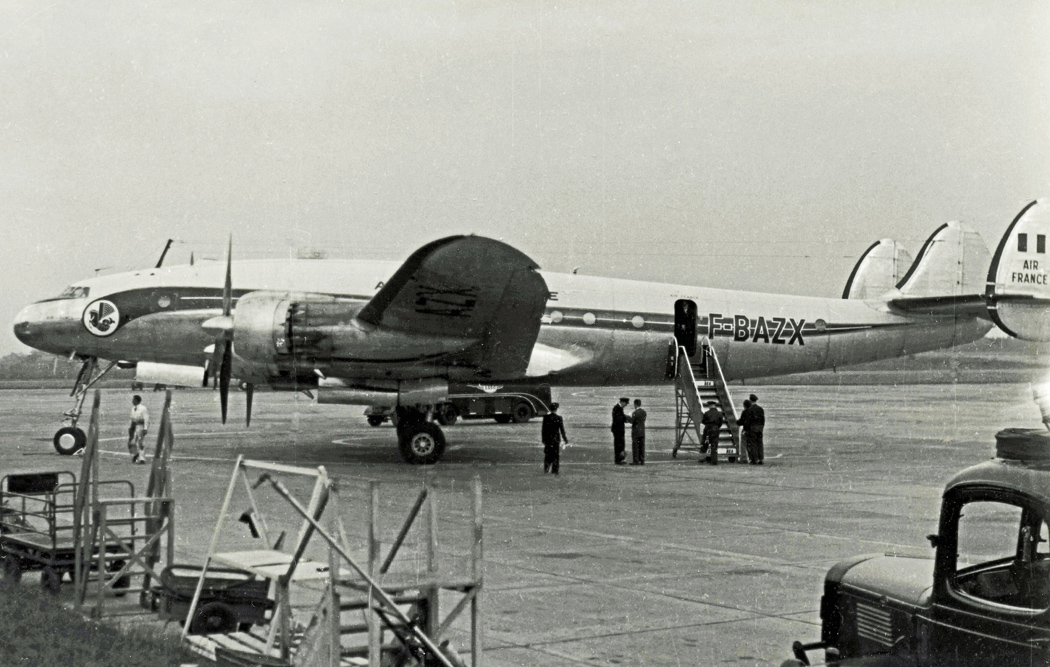
Een andere Lockheed Constellation van Air France

Air France-vlucht F-BAZN tussen Parijs en New York stortte op 27 oktober 1949 neer op de Azoren. Alle inzittenden (37 passagiers en 11 bemanningsleden) van de Lockheed Constellation kwamen om bij deze vliegramp. Omdat er onder de passagiers verschillende beroemdheden waren werd dit ongeluk bekend als L'avion des stars (het vliegtuig van de stars).

## Vlucht
Vlucht 009 met de Constellation F-BAZN steeg op 27 oktober 1949 om 20:06 op vanop de luchthaven Parijs-Orly. Aanvankelijk waren tussenstops in Shannon (Ierland) en Newfoundland gepland, maar door de weersomstandigheden werd voor de eerste tussenstop voor de luchthaven van Santa Maria op de Azoren gekozen. De weersomstandigheden op de luchthaven van Santa Maria waren gunstig en er was radiocontact tussen de verkeersleiding en de bemanning van de Constellation. Om 23:51 lokale tijd meldde de gezagvoerder van het vliegtuig, Jean de La Nouë, dat hij de landingsbaan in zicht had. In werkelijkheid bevond het vliegtuig zich boven het eiland van São Miguel en het stortte neer op de flank van de bijna 1.000 meter hoge berg Redondo.

## Zoekactie
Twee minuten na het laatste radiocontact sloeg de Portugese verkeersleiding van Santa Maria alarm. In de vroege uren van 28 oktober werd een zoekactie gestart met boten en acht vliegtuigen. Na enkele uren werden de brandende resten van het vliegtuig gelokaliseerd door een reddingvliegtuig op São Miguel, op 75 kilometer van de geplande landingsplaats. De brokstukken waren verspreid over enkele honderden meters. In de namiddag bereikte het Portugese reddingsteam het dorp Algarvia, 800 meter onder de plaats van de crash. De wrakstukken lagen verspreid over een oppervlakte van 25 hectare. Op de plaats van de crash werd vastgesteld dat niemand de crash had overleefd en dat dorpelingen in de ochtend de verspreide bagage al hadden geplunderd.

## Onderzoek
Het onderzoek werd geleid door luchtvaartinspecteur Lévis-Mirepoix van Air France. Het neergestorte vliegtuig had geen hussenograaf aan boord. Dit was een voorloper van de flightdatarecorder, dat fotografische opnamen bijhield. Daarom kon er enkel worden voortgegaan op de gesprekken tussen de bemanning en de controletoren en op onderzoek van de wrakstukken. Verder werd er in december 1949 een reconstructie van de vlucht gemaakt met een andere Constellation van Air France. Er werd geconcludeerd dat er sprake was van een navigatiefout bij het volgen van de radiobakens en dus van een zogenaamde controlled flight into terrain (CFIT). De ervaren gezagvoerder Jean de La Nouë was de noordelijke route via Ierland gewoon en vloog de zuidelijke route langs de Azoren nog maar voor de derde keer.

## Passagiers
Aan boord van vlucht F-BAZN waren verschillende beroemde personen. Bekendst waren voormalig wereldkampioen boksen Marcel Cerdan en de Franse violiste Ginette Neveu. Deze laatste was vergezeld door haar broer, de pianist Jean Neveu. Andere slachtoffers waren Kay Kamen, een Amerikaans zakenman die fortuin had gemaakt door de merchandising voor Walt Disney, Guy Jasmin, de hoofdredacteur van de Canadese krant Canada, en de Franse schilder Bernard Boutet de Monvel.

## Trivia
Deze vliegtuigramp was het onderwerp van het boek Morgenvroeg in New York van de Franse schrijver Adrien Bosc, waarin feit en fictie worden vermengd.